# Nozawaonsen
Nozawaonsen (野沢温泉村 Nozawaonsen-mura?) es una villa en la prefectura de Nagano, Japón, localizada en la parte central de la isla de Honshū, en la región de Chūbu. El 1 de marzo de 2021 tenía una población estimada de 3286 habitantes y una densidad de población de 57 personas por km². Fue sede del evento de biatlón de los Juegos Olímpicos de Invierno de 1998.

## Geografía
Nozawaonsen se encuentra en el noreste de la prefectura de Nagano, a una hora en coche de la ciudad de Nagano. Al sur limita con Kijimadaira a lo largo de la cresta del monte Kenashi. Al lado oeste, el río Chikuma, el río más largo de Japón, forma una frontera entre la villa y la ciudad de Iiyama. Al norte y este limita con la villa de Sakae. La altitud de Nozawaonsen oscila entre los 300 m sobre el nivel del mar en el nivel más bajo, a unos 600 m en el pueblo, y 1,650 m en la cima del monte Kenashi.

## Historia
El área de la actual Nozawaonsen era parte de la antigua provincia de Shinano. La villa de Toyosato fue creada el 1 de abril de 1889 y se fusionó con Takano para formar Zuiho el 14 de octubre de 1892. Una parte de la villa de Zuiho se fusionó con la ciudad de Iiyama el 1 de agosto de 1954, y el resto se convirtió en Nozawaonsen el 1 de abril de 1955.

## Demografía
Según los datos del censo japonés, la población de Nozawaonsen ha disminuido en los últimos 50 años.
| Gráfica de evolución demográfica de Nozawaonsen entre 1940 y 2015 |
|                                                                   |
| Oficina de Estadísticas de Japón                                  |